# Hovfurir

Bicorne för svensk hovfurir. Buren vid högtidliga tillfällen.

Hovfurir är en yrkesbeteckning vid ett hov med ansvar för hushållet. Ordet kommer från franskans fourrier, "den som utfodrar". Hovfurirer finns i Sverige och Danmark.

## Sverige
Vid Kungliga Hovstaterna finns hovfurirer och förste hovfurirer som ansvarar för det kungliga hushållet. Hovfuriren biträds av en taffeltäckare. Hovfuriren har bland annat ansvar för personal och dukning, och deltar även vid högtidliga audienser.

## Danmark
Innan drottning Margarethe II abdikerade i januari 2014 fanns det vid det kungliga hovet i Danmark en förste hovfurir (1' hoffourer) och två hovfurirer (hoffourer). Förste hovfuriren var ansvarig för hovstaten som står för hovets servicefunktioner. En hovfurir tjänstgjorde vid dåvarande kronprins Frederiks och kronprinsessan Marys hovstat. Arbetet som hovfurir har liknats vid att vara hotellchef.